# 그리스와 덴마크의 공주 이리니 (1942년)
그리스와 덴마크의 공주 이리니(그리스어:  Ειρήνη, 1942년 5월 11일 ~ )는 그리스의 국왕 파블로스와 프레데리케 폰 하노버의 차녀이다.  